# Теоремы Дубинса — Спеньера
Теоремы Дубинса — Спеньера — это несколько теорем в теории справедливого разрезания торта. Они были опубликованы Лестером Дубинсом и  Эдвином Спеньером в 1961 году. Хотя исходной целью этих теорем была задача справедливого дележа, по факту они являются общими теоремами теории меры.

## Условия
Имеется множество {\displaystyle U} и множество {\displaystyle \mathbb {U} }, которое является сигма-алгеброй подмножеств множества {\displaystyle U}.
Имеется {\displaystyle n} участников. Любой участник {\displaystyle i} имеет персональную меру предпочтений {\displaystyle V_{i}:\mathbb {U} \to \mathbb {R} }. Эта функция определяет, насколько каждое подмножество {\displaystyle U} ценно для участника.
Пусть {\displaystyle X} будет разбиением {\displaystyle U} на {\displaystyle k} измеримых множеств: {\displaystyle U=X_{1}\sqcup \cdots \sqcup X_{k}}. Определим матрицу {\displaystyle M_{X}} как матрицу {\displaystyle n\times k}:
{\displaystyle M_{X}[i,j]=V_{i}(X_{j})}
Эта матрица содержит оценки всех игроков для всех кусков разбиения.
Пусть {\displaystyle \mathbb {M} } является набором всех таких матриц (для тех же самых мер предпочтений, того же значения {\displaystyle k} и различных разбиений):
{\displaystyle \mathbb {M} =\{M_{X}\mid X} является k-разбиением {\displaystyle U\}}
Теоремы Дубинса — Спеньера имеют дело с топологическими свойствами набора {\displaystyle \mathbb {M} }.

## Утверждения
Если все меры предпочтений {\displaystyle V_{i}} счётно-аддитивны и неатомарны, то:
- {\displaystyle \mathbb {M} } компактно;
- {\displaystyle \mathbb {M} } выпукло.

Это было уже доказано Дворецким, Вальдом и Вольфовичем.

## Следствия

### Согласованный делёж
Разрезание торта {\displaystyle X} на k частей называется согласованным разрезанием с весами {\displaystyle w_{1},w_{2},\ldots ,w_{k}} (говорят также о точном дележе), если:
{\displaystyle \forall i\in \{1,\dots ,n\}:\forall j\in \{1,\dots ,k\}:V_{i}(X_{j})=w_{j}}
То есть: есть согласие всех участников, что значение куска j равно в точности {\displaystyle w_{j}}.
Предположим теперь, что {\displaystyle w_{1},w_{2},\ldots ,w_{k}} являются весами, сумма которых равна 1:
{\displaystyle \sum _{j=1}^{k}w_{j}=1}
а значения мер нормализованы так, что каждый участник оценивает значение всего торта в точности в 1:
{\displaystyle \forall i\in \{1,\dots ,n\}:V_{i}(U)=1}
Из выпуклости в теореме Дубинса — Спеньера следует, что : 
Если все значения мер счётно-аддитивны и неатомарны,
то согласованное разбиение существует.
Доказательство: Для любого {\displaystyle j\in \{1,\dots ,k\}} определим разбиение {\displaystyle X^{j}} следующим образом
{\displaystyle X_{j}^{j}=U}
{\displaystyle \forall r\neq j:X_{r}^{j}=\emptyset }
В разбиении {\displaystyle X^{j}} все оценки участников {\displaystyle j}-ого куска равны 1, а оценки всех остальных кусков равны 0. Следовательно, в матрице {\displaystyle M_{X^{j}}} единицы имеются только в {\displaystyle j}-ом столбце и нули во всех остальных местах.
Согласно выпуклости, имеется разбиение {\displaystyle X}, такое, что
{\displaystyle M_{X}=\sum _{j=1}^{k}w_{j}\cdot M_{X^{j}}}
В этой матрице {\displaystyle j}-ый столбец содержит только значение {\displaystyle w_{j}}. Это означает, что в разбиении {\displaystyle X} все оценки участников {\displaystyle j}-ого куска в точности равно {\displaystyle w_{j}}.
Примечание: это следствие подтверждает предыдущее утверждение Гуго Штейнгауза. Это даёт также положительный ответ на проблему Нила (реки), в которой утверждается, что имеется лишь конечное число высот наводнения.

### Суперпропорциональный делёж
Разрезание торта {\displaystyle X} на n кусков (по одному на каждого участника дележа) называется суперпропорциональным дележом с весами {\displaystyle w_{1},w_{2},...,w_{n}}, если
{\displaystyle \forall i\in 1\dots n:V_{i}(X_{i})>w_{i}}
То есть кусок, предназначаемый участнику {\displaystyle i} строго, более предпочтителен для него, чем кусок, на который он имеет право. Следующее утверждение является теоремой Дубинса — Спеньера о существовании суперпропорционального дележа.
Теорема Пусть {\displaystyle w_{1},w_{2},...,w_{n}} будут весами, сумма которых равна 1. Предположим, что точка {\displaystyle w:=(w_{1},w_{2},...,w_{n})} является внутренней точкой (n-1)-мерного симплекса с попарно различными координатами и пусть меры  полезности {\displaystyle V_{1},...,V_{n}} нормализованы так, что каждый участник оценивает весь торт в точности в 1 (то есть меры являются неатомарными вероятностными мерами). Если хотя бы две меры {\displaystyle V_{i},V_{j}} не совпадают ( {\displaystyle V_{i}\neq V_{j}}), то суперпропорциональный делёж существует.
Условие, что меры полезности {\displaystyle V_{1},...,V_{n}} не все идентичны, необходимо. В противном случае сумма {\displaystyle \sum _{i=1}^{n}V_{i}(X_{i})=\sum _{i=1}^{n}V_{1}(X_{i})>\sum _{i=1}^{n}w_{i}=1} приводит к противоречию.
Тогда, если все меры полезности счётно-аддитивны и неатомарны, а также существуют два участника {\displaystyle i,j} такие, что {\displaystyle V_{i}\neq V_{j}},
то суперпропорциональный делёж существует. То есть необходимое условие является также и достаточным.

## Набросок доказательства
Предположим без потери общности, что {\displaystyle V_{1}\neq V_{2}}. Тогда существует некоторый кусок торта {\displaystyle Z\subseteq U}, такой, что {\displaystyle V_{1}(Z)>V_{2}(Z)}. Пусть {\displaystyle {\overline {Z}}} будет дополнением {\displaystyle Z}. Тогда {\displaystyle V_{2}({\overline {Z}})>V_{1}({\overline {Z}})}. Это означает, что {\displaystyle V_{1}(Z)+V_{2}({\overline {Z}})>1}.  Однако {\displaystyle w_{1}+w_{2}\leqslant 1}. Следовательно, либо {\displaystyle V_{1}(Z)>w_{1}}, либо {\displaystyle V_{2}({\overline {Z}})>w_{2}}. Предположим без потери общности, что неравенства {\displaystyle V_{1}(Z)>V_{2}(Z)} и {\displaystyle V_{1}(Z)>w_{1}} верны.
Определим следующее разрезание:
- {\displaystyle X^{1}}: разрезание, которое отдаёт {\displaystyle Z} участнику 1, {\displaystyle {\overline {Z}}} участнику 2 и ничего остальным участникам.
- {\displaystyle X^{i}} (для {\displaystyle i\geqslant 2}): разрезание, которое даёт весь торт участнику {\displaystyle i} и ничего остальным.

Здесь нас интересует только диагональ матрицы {\displaystyle M_{X^{j}}}, которая представляет оценки участниками из собственных кусков:
- В матрице {\displaystyle {\textrm {diag}}(M_{X^{1}})} первый элемент равен {\displaystyle V_{1}(Z)}, второй элемент равен {\displaystyle V_{2}({\overline {Z}})}, остальные элементы равны 0.
- В матрице {\displaystyle {\textrm {diag}}(M_{X^{i}})} (для {\displaystyle i\geqslant 2}), элемент {\displaystyle i} равен 1, а другие элементы равны 0.

По условию выпуклости для любого множества весов {\displaystyle z_{1},z_{2},...,z_{n}} существует разбиение {\displaystyle X}, такое, что
{\displaystyle M_{X}=\sum _{j=1}^{n}{z_{j}\cdot M_{X^{j}}}.}
Можно выбрать веса {\displaystyle z_{i}} таким образом, что на диагонали {\displaystyle M_{X}}, находятся в том же отношении, что и веса {\displaystyle w_{i}}. Поскольку мы предположили, что {\displaystyle V_{1}(Z)>w_{1}}, можно доказать, что {\displaystyle \forall i\in 1\dots n:V_{i}(X_{i})>w_{i}}, так что {\displaystyle X} является суперпропорциональным дележом.

### Утилитарно-оптимальный делёж
Разрезание торта {\displaystyle X} на n кусков (по одному куску на каждого участника) называется утилитарно-оптимально, если оно максимизирует сумму оценок полезности. То есть оно максимизирует 
{\displaystyle \sum _{i=1}^{n}{V_{i}(X_{i})}}
Утилитарно-оптимальные дележи не всегда существуют. Например, допустим, что {\displaystyle U} является множеством положительных целых чисел. Пусть имеется два участника, оба оценивают значение всего множества {\displaystyle U} в 1. Участник 1 назначает положительное значение каждому целому числу, а участник 2 назначает 0 любому конечному подмножеству. С утилитарной точки зрения лучше всего отдать первому участнику большое конечное подмножество, а остаток отдать второму участнику. По мере того, как отдаваемое первому участнику множество становится всё больше и больше, сумма значений становится ближе и ближе к 2, но значения 2 мы никогда не получим. Таким образом, утилитарно-оптимального дележа не существует.
Проблема в выше приведённом примере заключается в том, что мера полезности для участника 2 конечно-аддитивна, но не счётно-аддитивна.
Из компактности в теореме Дубинса — Спеньера немедленно следует, что:
Если все меры предпочтений счётно-аддитивны и неатомарны,
то утилитарно-оптимальный делёж существует.
В этом специальном случае неатомарность не требуется — если все меры предпочтений счётно-аддитивны, то утилитарно-оптимальный делёж существует.

### Лексимин-оптимальный делёж
Разрезание торта {\displaystyle X} на n кусков (по одному куску на каждого участника) называется лексимин-оптимальным с весами {\displaystyle w_{1},w_{2},...,w_{n}}, если оно максимизирует лексикографически упорядоченный вектор относительных значений. То есть оно максимизирует следующий вектор:
{\displaystyle {V_{1}(X_{1}) \over w_{1}},{V_{2}(X_{2}) \over w_{2}},\dots ,{V_{n}(X_{n}) \over w_{n}}}
где участники проиндексированы так, что:
{\displaystyle {V_{1}(X_{1}) \over w_{1}}\leqslant {V_{2}(X_{2}) \over w_{2}}\leqslant \dots \leqslant {V_{n}(X_{n}) \over w_{n}}}
Лексимин-оптимальное разрезание максимизирует значение наиболее бедного участника (согласно его весу), затем второго по бедности участника и т.д..
Из компактности в теореме Дубинса — Спеньера немедленно следует, что:
Если все меры предпочтений счётно-аддитивны и неатомарны,
то лексимин-оптимальный делёж существует.

## Дальнейшие исследования
- Критерий лексимин-оптимальности, введённый Дубинсом и Спеньером, впоследствии интенсивно изучался. В частности, для задачи справедливого разрезания торта критерий изучал Марко Дель Альо[6].